# Brezjnevdoktrinen

Östblocket.

Brezjnevdoktrinen var en utrikespolitisk doktrin i Sovjetunionen som innebar att landet ansåg sig ha rätten att ingripa politiskt och militärt i de kommunistiskt styrda länder där det kommunistiska styret var hotat.
Brezjnevdoktrinen kan ses som ett svar på Trumandoktrinen som uttalades 1947 av USA. USA lovade då att hjälpa länder vars frihet hotades, med indirekt betydelse att motverka kommunismen.
Vid det polska kommunistpartiets femte kongress den 13 november 1968 försvarade den sovjetiske generalsekreteraren Leonid Brezjnev Warszawapaktens invasion av Tjeckoslovakien i augusti samma år, efter den så kallade Pragvåren. Brezjnev resonerade att det är en angelägenhet för alla socialistiska länder att ingripa när krafter som är fientliga mot socialismen försöker återinföra kapitalismen i ett socialistiskt land. I detta låg att Sovjetunionen inte kunde tillåta att någon stat lämnade Warszawapakten eller att kommunistpartierna i östra Europa gav upp sin ledande roll. 
Doktrinen kan enligt ett synsätt sägas ha upphört att gälla 1989 när de östeuropeiska staterna inledde radikala systemskiften bort från statssocialismen utan att Sovjetunionen gjorde anspråk på rätt att stoppa denna utveckling. Den kan egentligen sägas ha upphört redan i december 1981 då Sovjetunionens politbyrå beslutade att man inte skulle invadera Polen, där fackföreningen Solidaritet genomförde massiva demonstrationer. Andropov, ledamot i Politbyrån, försvarade detta med: "Vi måste framförallt bry oss om vårt eget land." Ryssarna oroade sig då för sanktioner eller anfall från västländerna. Detta beslut blev dock inte känt för omvärlden, och Politbyrån kunde därmed övertyga den nya polska ledaren, general Wojciech Jaruzelski, att Sovjetunionen stod i begrepp att intervenera, vilket ledde till att Jaruzelski motvilligt införde undantagstillstånd, grep ledarna i Solidaritet, och införde restriktioner och censur. Därefter förlitade sig Kreml på hot om att använda våld för att behålla kontrollen i Östeuropa, men de visste att det i själva verket inte var möjligt.